# 八重樫茂生
八重樫 茂生（やえがし しげお、旧名：茂夫、1933年3月24日 - 2011年5月2日）は、岩手県和賀郡東和町（現・花巻市）出身（朝鮮・大田生まれ）の元サッカー選手（FW、MF）・監督。

## 経歴
大田中学1年時に太平洋戦争が終結し、一家は岩手に引き揚げ、転校した盛岡中学でサッカーに出合う。盛岡一高では郷里の先輩である工藤孝一の指導を受け、3年次の1951年には高校選手権に東北代表として出場。FWでプレーしたが1回戦で高知農業に敗退し、同年5月の天皇杯では盛岡サッカークラブのメンバーとして参加するが、こちらも1回戦で敗退。
高校卒業後の1952年に中央大学へ進学し、同年の関東大学リーグで新人王を獲得。3年次の1954年に工藤が監督を務める早稲田大学へ編入し、関東大学リーグ優勝3回・東西学生王座決定戦2回・大学選手権優勝1回に貢献。当時学生ナンバーワンと言われた早大の原動力となり、在学中に代表入りして1956年のメルボルン五輪に出場。6月に韓国を抑えて本大会に出場するが、11月の本大会1回戦で開催国オーストラリアに0-2で敗退。
大学卒業後の1958年に古河電気工業へ入社し、51試合出場14得点を記録したほか、ベストイレブンを3回受賞するなどサッカー部の黄金時代を築く。自主練習を一生懸命していた姿を宮本征勝ら後輩も見て真似していた。1年目の同年は5月に第3回アジア競技大会の代表に選出され、3年目の1960年に西ドイツ・デュースブルクのスポーツシューレでデットマール・クラマーに会い、初めて指導を受けた。1962年8月には第4回アジア競技大会の代表に選出され、1963年には第3回日本年間最優秀賞（フットボーラー・オブ・ザ・イヤー）を受賞し、1964年の東京五輪では1次リーグでアルゼンチンに3-2の逆転勝ちするなどベスト8進出に貢献。1965年に日本サッカーリーグ（JSL）が発足すると、ベテランならではの味のあるプレーを見せてチームを引っ張り、1967年には選手兼任監督を務めた。1966年12月の第5回アジア競技大会では銅メダル獲得に貢献し、1968年のメキシコ五輪では主将として出場したが、初戦のナイジェリア戦でラフプレーを受けて、靱帯断裂の怪我を負った。残り試合出場は不可能となり、その後は松葉杖をつきながら全18人のユニフォームを1人で洗うなど選手をサポートする精神的支柱となり、銅メダル獲得に貢献して「伝説のキャプテン」と呼ばれた。1969年にはFIFAコーチングスクール（千葉・花見川）でクラマーの助手を務め、日本ユース代表コーチとして平木隆三監督を補佐し、選手に大きな影響を与えた。同年引退。
引退後は日本ユース代表監督（1970年）→ミュンヘンオリンピック日本代表コーチ（1971年）を経て、川崎フロンターレの前身でもある富士通サッカー部で総監督（1973年 - 1976年, 1989年 - 1991年）・監督（1977年 - 1981年, 1985年 - 1988年）を歴任し、チームの基礎を固めた。
日本ユース監督は急遽監督に指名され、フィリピンで行われたアジアユース選手権を指揮。選手選考の1次合宿の際には、岡野俊一郎新監督の下「三国対抗戦」で日本代表のベンチに座っていたため、2次合宿からの合流となった。八重樫は実質的なチーム作りは監督不在の1次合宿を指揮した松田輝幸コーチに任せ、包括的にチームを見て指示を出す立場をとった。インターハイ、国体、選手権と「高校3冠」の浦和南からは福家三男と2年生エース永井良和の2人だけであったが、その分、他のチームにも優れた人材が多く、奥寺康彦や高田一美らが名を連ねた。選手選考まではやや混乱したが大会に臨む前の準備として、画期的な3次合宿が行なわれた。フィリピンで行なわれる大会に向けての暑さ対策として、沖縄で5日間のトレーニングと練習ゲームが行なわれ、沖縄から直接現地に入った。初戦のマレーシア戦では相手の個人技に押され気味ながら、高田のスピードを生かしたカウンターが冴え、前半のうちに奥寺の2ゴールでリードする。後半もチャンスを掴みながら追加点を挙げることはできず、終了間際に1点を返されたものの2-1の勝利で幸先の良いスタートを切る。2戦目のイラン戦は立ち上がりこそ動きの鈍い相手から、奥寺のクロスに永井が合わせて先制したが、その後は体格と技術に勝るイランに1-3で逆転され、後半にも1点を奪われて1-4で完敗した。イランは20歳以下とは思えないプレーぶりで、実際大会中に年齢詐称疑惑で問題となったチームの一つであった。3戦目のセイロン戦では開始2分に曖昧な判定のFKから失点し、日本は優勢に進めるものの、連戦の疲労が目立ち、シュートもバーやポストを叩く。それでも、前半終了直前に、相手パスをカットした小滝春男（広島工）が35mのロングシュートを決めて追いついた。これで勢いづき、後半も押し気味に進め55分に尾花正太郎の粘りから最後は永井が決めて逆転。このまま逃げ切って前回に続いての決勝トーナメント進出となった。準々決勝の相手はA組1位の香港戦では中盤を疲れの見える奥寺に代え内藤守、FWは長身の碓井博行をCFに永井を左に回した陣容であった。前半は相手ペースで進むが、守備陣が良く耐えて0-0で終わる。後半、奥寺を投入し永井をCFに戻すと、見違えるようになりチャンスも作るが、得点には至らなかった。さらに延長も日本が押したが0-0のまま終了したが、これまで公式大会では例のないPK戦が行なわれた。香港は最初のキッカーが外し、日本は5人全員が成功させ「5人目の永井が決めた直後にはベンチからも全員が飛び出し、抱き合って涙を流した」と大会後の報告にあるように、10年ぶりのベスト4進出となる歓喜の瞬間を迎えた。準決勝は最終的に大会を制するビルマに0-2で敗退し、3位決定戦でも韓国に0-5で敗れてしまうが、久々の4強入りに導いた。
富士通移籍は出向していた日本サッカー協会から古河電工に戻ることになっていたところ、古河電工が会社員として迎えることしかできなくて、富士通から話が来たのがきっかけである。在任中は日本リーグを目指すなら体制を整えないといけないと考えて「選手を強化する」「公認で練習時間を確保する」「監督をサッカーだけに集中できるようにする」という3つの条件を提示し、八重樫は選手のスカウトも手掛けた。北海道から九州まで知り合いに電話して「いい奴はいないか」と聞き、良い選手がいると聞けば手分けして見に行った。試合では「上手でも気持ちが足りない選手」よりも「下手でも一生懸命な選手」を起用したほか、選手の気持ちを落ち着かせるのも上手であった。強いチームとの試合前で選手が緊張している時に「同じ日本人で、同じ飯食って何が怖いんだ。体格の違う190cmの外人ならまだしも同じ日本人じゃないか。まぁ、向こうがビフテキ食って、こっちが冷麦食っているなら別だけどさ」と言って、リラックスさせていた。最初の合宿は千葉市・検見川グラウンドで行われたが、広く起伏に富んだグラウンドで合理的で激しい訓練を繰り広げた。八重樫の指導は、選手たちが当初予想した厳しさを全身に表したようなやり方ではなく、なかなか上達しない選手たちを見ても、大体は笑顔であった。八重樫が移籍する前の富士通は完全にアマチュアの「同好会サッカー」で、17時まで仕事してから軽く練習するチームであったが、移籍後は会社もサッカーに力を入れ始め、仕事は半日で後は練習であった。八重樫の指導も味方にパス出す時に右足に出せ、左足に出せと要求。当時はキック・アンド・ラッシュなど、長い放り込みで背の高い選手がヘディングでゴールに入れるスタイルのチームが多かったんが、八重樫はボールを蹴るくらいなら後ろで繋げと言った。現在で言う「ボールポゼッション」など、プレーの精度に物凄くこだわっていた。当時はシュートの精度や、パスの精度、クロスの精度といった言葉も存在せず、独特のサッカー観を持っていた。
Jリーグ発足後はジェフ市原の育成部長・スーパーバイザーを歴任し、2005年には第1回日本サッカー殿堂入り。2006年からグルージャ盛岡のスーパーアドバイザーを務めていた。
2011年5月2日、東京都多摩市の日本医科大学多摩永山病院で死去。78歳没。八重樫の死の翌日の3日、ジェフユナイテッド市原・千葉は喪章をつけて試合に臨んだ。

## 所属クラブ
- 岩手県立盛岡第一高等学校
- 中央大学
- 1954年 - 1957年 : 早稲田大学
- 1958年 - 1969年 : 古河電気工業サッカー部

## 個人成績
| 国内大会個人成績 | 国内大会個人成績 | 国内大会個人成績 | 国内大会個人成績 | 国内大会個人成績 | 国内大会個人成績 | 国内大会個人成績  | 国内大会個人成績  | 国内大会個人成績 | 国内大会個人成績 | 国内大会個人成績 | 国内大会個人成績 |
| 年度             | クラブ           | 背番号           | リーグ           | リーグ戦         | リーグ戦         | リーグ杯          | リーグ杯          | オープン杯       | オープン杯       | 期間通算         | 期間通算         |
| 年度             | クラブ           | 背番号           | リーグ           | 出場             | 得点             | 出場              | 得点              | 出場             | 得点             | 出場             | 得点             |
| 日本             | 日本             | 日本             | 日本             | リーグ戦         | リーグ戦         | -                 | -                 | 天皇杯           | 天皇杯           | 期間通算         | 期間通算         |
| ---------------- | ---------------- | ---------------- | ---------------- | ---------------- | ---------------- | ----------------- | ----------------- | ---------------- | ---------------- | ---------------- | ---------------- |
| 1965             | 古河             |                  | JSL              |                  | 5                | -                 | -                 |                  |                  |                  |                  |
| 1966             | 古河             |                  | JSL              |                  | 5                | -                 | -                 |                  |                  |                  |                  |
| 1967             | 古河             |                  | JSL              |                  | 2                | -                 | -                 | -                | -                |                  |                  |
| 1968             | 古河             |                  | JSL              |                  | 2                | -                 | -                 | -                | -                |                  |                  |
| 1969             | 古河             |                  | JSL              |                  | 0                | -                 | -                 |                  |                  |                  |                  |
| 通算             | 日本             | 日本             | JSL              | 51               | 14               | -\|\|\|\|\|\|\|\| | -\|\|\|\|\|\|\|\| |                  |                  |                  |                  |
| 総通算           | 総通算           | 総通算           | 総通算           | 51               | 14               | -\|\|\|\|\|\|\|\| | -\|\|\|\|\|\|\|\| |                  |                  |                  |                  |

## 指導歴
- 1967年 : 古河電気工業サッカー部選手兼任監督
- 1970年 : 日本ユース代表監督
- 1973年 - 1976年, 1989年 - 1991年 : 富士通サッカー部総監督[13]
- 1977年 - 1981年, 1985年 - 1988年 : 富士通サッカー部監督
- 1993年 - ? : ジェフユナイテッド市原育成部長・スーパーバイザー

## 監督成績
| 年度    | 所属            | クラブ | リーグ戦 | リーグ戦 | リーグ戦 | リーグ戦 | リーグ戦    | リーグ戦 | カップ戦 | カップ戦 |
| 年度    | 所属            | クラブ | 順位     | 試合     | 勝点     | 勝利     | 引分        | 敗戦     | JSL杯    | 天皇杯   |
| ------- | --------------- | ------ | -------- | -------- | -------- | -------- | ----------- | -------- | -------- | -------- |
| 1967    | JSL             | 古河   | 準優勝   | 14       | 20       | 8        | 4           | 2        | -        | 辞退     |
| 1977    | JSL1部          | 富士通 | 9位      | 18       | 20       | 3        | 2PK勝 4PK敗 | 9        | 予選敗退 | 2回戦    |
| 1978    | JSL1部          | 富士通 | 9位      | 18       | 17       | 3        | 1PK勝 3PK敗 | 11       | 予選敗退 | 準々決勝 |
| 1985    | JSL2部・東      | 富士通 | 8位      | 10       | 10       | 4        | 2           | 4        | 2回戦    | 予選敗退 |
| 1985    | JSL2部・下位    | 富士通 | 8位      | 4        | 8        | 4        | 0           | 0        | 2回戦    | 予選敗退 |
| 1986    | JSL2部・下位/東 | 富士通 | 10位     | 20       | 24       | 11       | 2           | 7        | 2回戦    | 予選敗退 |
| 1987    | JSL2部・下位/東 | 富士通 | 10位     | 20       | 22       | 9        | 4           | 7        | 2回戦    | 1回戦    |
| 1988-89 | JSL2部・東      | 富士通 | 4位      | 14       | 20       | 8        | 4           | 2        | 1回戦    | 1回戦    |
| 1988-89 | JSL2部・上位    | 富士通 | 4位      | 14       | 16       | 6        | 4           | 4        | 1回戦    | 1回戦    |

## 代表歴

### 出場大会
- メルボルンオリンピック
- アジア競技大会 (1958、1962、1966)
- 1962 FIFAワールドカップ・予選
- 1964年東京オリンピック（ベスト8）
- メキシコシティオリンピック（銅メダル）

### 試合数
- 国際Aマッチ 45試合 11得点(1956-1968)

| 日本代表 | 国際Aマッチ | 国際Aマッチ | その他 | その他 | 期間通算 | 期間通算 |
| 年       | 出場        | 得点        | 出場   | 得点   | 出場     | 得点     |
| -------- | ----------- | ----------- | ------ | ------ | -------- | -------- |
| 1956     | 3           | 0           | 3      | 1      | 6        | 1        |
| 1957     | 0           | 0           | 7      | 2      | 7        | 2        |
| 1958     | 2           | 0           | 0      | 0      | 2        | 0        |
| 1959     | 5           | 0           | 1      | 0      | 6        | 0        |
| 1960     | 1           | 0           | 12     | 4      | 13       | 4        |
| 1961     | 7           | 2           | 4      | 1      | 11       | 3        |
| 1962     | 7           | 3           | 5      | 0      | 12       | 3        |
| 1963     | 5           | 4           | 10     | 8      | 15       | 12       |
| 1964     | 2           | 2           | 19     | 3      | 21       | 5        |
| 1965     | 4           | 0           | 9      | 2      | 13       | 2        |
| 1966     | 2           | 0           | 8      | 0      | 10       | 0        |
| 1967     | 3           | 0           | 11     | 0      | 14       | 0        |
| 1968     | 4           | 0           | 12     | 0      | 16       | 0        |
| 通算     | 45          | 11          | 101    | 22     | 146      | 33       |

### 出場
| No. | 開催日         | 開催都市         | スタジアム                               | 対戦相手             | 結果       | 監督                             | 大会               |
| --- | -------------- | ---------------- | ---------------------------------------- | -------------------- | ---------- | -------------------------------- | ------------------ |
| 1.  | 1956年06月03日 | 東京都           | 後楽園競輪場                             | 韓国                 | ○2-0       | 竹腰重丸                         | オリンピック予選   |
| 2.  | 1956年06月10日 | 東京都           | 後楽園競輪場                             | 韓国                 | ●0-2(延長) | 竹腰重丸                         | オリンピック予選   |
| 3.  | 1956年11月27日 | メルボルン       |                                          | オーストラリア       | ●0-2       | 竹腰重丸                         | オリンピック       |
| 4.  | 1958年05月26日 | 東京都           | 東京蹴球場                               | フィリピン           | ●0-1       | 川本泰三                         | アジア大会         |
| 5.  | 1958年05月28日 | 東京都           | 国立霞ヶ丘競技場陸上競技場               | 香港                 | ●0-2       | 川本泰三                         | アジア大会         |
| 6.  | 1959年08月31日 | クアラルンプール |                                          | 香港                 | △1-1(延長) | 竹腰重丸                         | ムルデカ大会       |
| 7.  | 1959年09月02日 | クアラルンプール |                                          | 香港                 | ●2-4       | 竹腰重丸                         | ムルデカ大会       |
| 8.  | 1959年09月03日 | クアラルンプール |                                          | シンガポール         | ○4-1       | 竹腰重丸                         | ムルデカ大会       |
| 9.  | 1959年09月05日 | クアラルンプール |                                          | 韓国                 | △0-0       | 竹腰重丸                         | ムルデカ大会       |
| 10. | 1959年09月06日 | クアラルンプール |                                          | 韓国                 | ●1-3       | 竹腰重丸                         | ムルデカ大会       |
| 11. | 1960年11月06日 | ソウル           |                                          | 韓国                 | ●1-2       | デットマール・クラマー（コーチ） | ワールドカップ予選 |
| 12. | 1961年05月28日 | 東京都           | 国立霞ヶ丘競技場陸上競技場               | マラヤ               | ○3-2       | 高橋英辰                         | 国際親善試合       |
| 13. | 1961年06月11日 | 東京都           | 国立霞ヶ丘競技場陸上競技場               | 韓国                 | ●0-2       | 高橋英辰                         | ワールドカップ予選 |
| 14. | 1961年08月02日 | クアラルンプール |                                          | マラヤ               | ●2-3       | 高橋英辰                         | ムルデカ大会       |
| 15. | 1961年08月06日 | クアラルンプール |                                          | インド               | ○3-1       | 高橋英辰                         | ムルデカ大会       |
| 16. | 1961年08月10日 | クアラルンプール |                                          | 南ベトナム           | ●2-3       | 高橋英辰                         | ムルデカ大会       |
| 17. | 1961年08月15日 | シンガポール     |                                          | インドネシア         | ●0-2       | 高橋英辰                         | 国際親善試合       |
| 18. | 1961年11月28日 | 東京都           | 国立霞ヶ丘競技場陸上競技場               | ユーゴスラビア       | ●0-1       | 高橋英辰                         | 国際親善試合       |
| 19. | 1962年08月25日 | インドネシア     |                                          | タイ                 | ○3-1       | 高橋英辰                         | アジア大会         |
| 20. | 1962年08月29日 | インドネシア     |                                          | インド               | ●0-2       | 高橋英辰                         | アジア大会         |
| 21. | 1962年08月30日 | インドネシア     |                                          | 韓国                 | ●0-1       | 高橋英辰                         | アジア大会         |
| 22. | 1962年09月08日 | クアラルンプール |                                          | マラヤ               | △2-2       | 高橋英辰                         | ムルデカ大会       |
| 23. | 1962年09月12日 | クアラルンプール |                                          | パキスタン           | △1-1       | 高橋英辰                         | ムルデカ大会       |
| 24. | 1962年09月15日 | クアラルンプール |                                          | ビルマ               | ●1-3       | 高橋英辰                         | ムルデカ大会       |
| 25. | 1962年09月21日 | シンガポール     |                                          | シンガポール         | ●1-2       | 高橋英辰                         | 国際親善試合       |
| 26. | 1963年08月08日 | クアラルンプール |                                          | マレーシア           | ○4-3       | 長沼健                           | ムルデカ大会       |
| 27. | 1963年08月10日 | クアラルンプール |                                          | タイ                 | ○4-1       | 長沼健                           | ムルデカ大会       |
| 28. | 1963年08月12日 | クアラルンプール |                                          | 南ベトナム           | ○5-1       | 長沼健                           | ムルデカ大会       |
| 29. | 1963年08月13日 | クアラルンプール |                                          | 韓国                 | △1-1       | 長沼健                           | ムルデカ大会       |
| 30. | 1963年08月15日 | クアラルンプール |                                          | チャイニーズタイペイ | ●0-2       | 長沼健                           | ムルデカ大会       |
| 31. | 1964年03月03日 | シンガポール     |                                          | シンガポール         | ○2-1       | 長沼健                           | 国際親善試合       |
| 32. | 1964年10月16日 | 東京都           | 駒沢オリンピック公園総合運動場陸上競技場 | ガーナ               | ●2-3       | 長沼健                           | オリンピック       |
| 33. | 1965年03月14日 | 香港             |                                          | 香港                 | ○2-1       | 長沼健                           | 国際親善試合       |
| 34. | 1965年03月22日 | ラングーン       |                                          | ビルマ               | △1-1       | 長沼健                           | 国際親善試合       |
| 35. | 1965年03月25日 | シンガポール     |                                          | シンガポール         | ○4-1       | 長沼健                           | 国際親善試合       |
| 36. | 1965年03月27日 | クアラルンプール |                                          | マレーシア           | △1-1       | 長沼健                           | 国際親善試合       |
| 37. | 1966年12月10日 | バンコク         |                                          | インド               | ○2-1       | 長沼健                           | アジア大会         |
| 38. | 1966年12月11日 | バンコク         |                                          | イラン               | ○3-1       | 長沼健                           | アジア大会         |
| 39. | 1967年09月30日 | 東京都           | 国立霞ヶ丘競技場陸上競技場               | チャイニーズタイペイ | ○4-0       | 長沼健                           | オリンピック予選   |
| 40. | 1967年10月03日 | 東京都           | 国立霞ヶ丘競技場陸上競技場               | レバノン             | ○3-1       | 長沼健                           | オリンピック予選   |
| 41. | 1967年10月07日 | 東京都           | 国立霞ヶ丘競技場陸上競技場               | 韓国                 | △3-3       | 長沼健                           | オリンピック予選   |
| 42. | 1968年03月30日 | シドニー         |                                          | オーストラリア       | △2-2       | 長沼健                           | 国際親善試合       |
| 43. | 1968年03月31日 | メルボルン       |                                          | オーストラリア       | ●1-3       | 長沼健                           | 国際親善試合       |
| 44. | 1968年04月04日 | アデレード       |                                          | オーストラリア       | ○3-1       | 長沼健                           | 国際親善試合       |
| 45. | 1968年10月14日 | プエブラ         |                                          | ナイジェリア         | ○3-1       | 長沼健                           | オリンピック       |

### 得点数
| #  | 年月日         | 開催地                       | 対戦国         | スコア | 結果 | 試合概要             |
| -- | -------------- | ---------------------------- | -------------- | ------ | ---- | -------------------- |
| 1  | 1961年8月2日   | マレーシア、クアラルンプール | マラヤ連邦     | 2-3    | 敗戦 | ムルデカ大会         |
| 2  | 1961年8月10日  | マレーシア、クアラルンプール | ベトナム共和国 | 2-3    | 敗戦 | ムルデカ大会         |
| 3  | 1962年8月25日  | インドネシア、ジャカルタ     | インド         | 3-1    | 勝利 | 1962年アジア競技大会 |
| 4  | 1962年9月8日   | マレーシア、クアラルンプール | マラヤ連邦     | 2-2    | 引分 | ムルデカ大会         |
| 5  | 1962年9月12日  | マレーシア、クアラルンプール | パキスタン     | 1-1    | 引分 | ムルデカ大会         |
| 6  | 1963年8月8日   | マレーシア、クアラルンプール | ベトナム共和国 | 4-3    | 勝利 | ムルデカ大会         |
| 7  | 1963年8月12日  | マレーシア、クアラルンプール | ベトナム共和国 | 5-1    | 勝利 | ムルデカ大会         |
| 8  | 1963年8月12日  | マレーシア、クアラルンプール | ベトナム共和国 | 5-1    | 勝利 | ムルデカ大会         |
| 9  | 1963年8月12日  | マレーシア、クアラルンプール | ベトナム共和国 | 5-1    | 勝利 | ムルデカ大会         |
| 10 | 1964年3月3日   | シンガポール                 | シンガポール   | 2-1    | 勝利 | 親善試合             |
| 11 | 1964年10月16日 | 日本、東京                   | ガーナ         | 2-3    | 敗戦 | 東京五輪             |

## 著書
- 『サッカー改訂新版 少年チームから一流選手まで』（1975年、講談社）ISBN 4061414038

## 関連書籍
- 『サッカーと対峙した男 八重樫茂生』（1998年、加藤栄二著、三一書房）ISBN 4380982556